# Rorschach-teszt
A Rorschach-tintafoltteszt egy komplex pszichológiai, diagnosztikai mérőeszköz, egyike a XX. század legáltalánosabban használt projektív tesztjeinek. Célja, hogy a pszichológus más vizsgálatok kiegészítése érdekében feltérképezhesse a vizsgálati személy személyiségstruktúráját.
A személyiség azon pszichofizikai rendszereknek a dinamikus szerveződése az egyénen belül, melyek meghatározzák jellemző viselkedését és gondolkodását

## Leírás

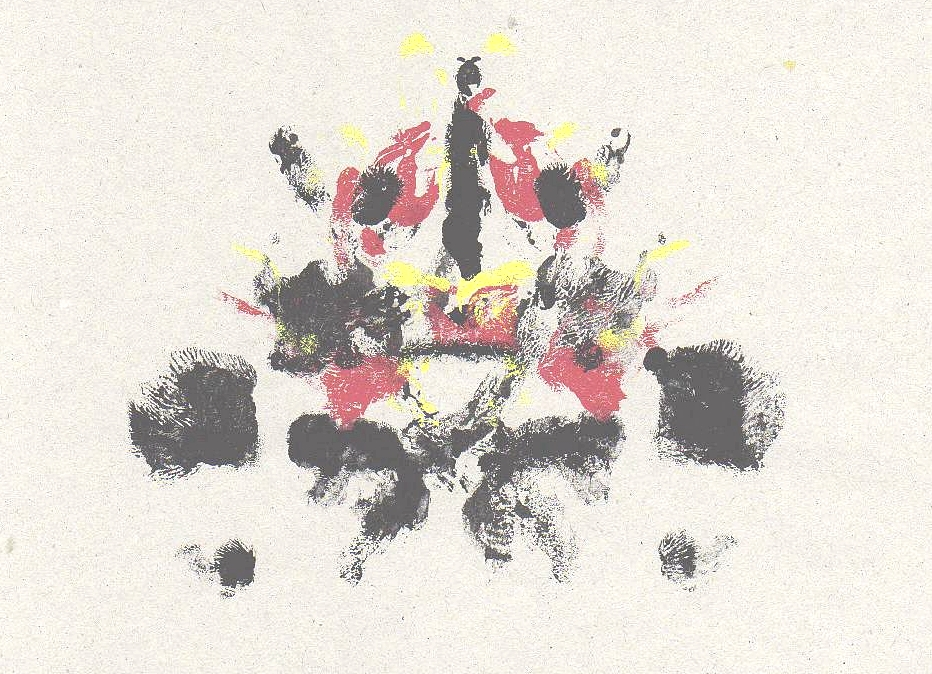
A Rorschach-teszt tábláihoz hasonló tintafolt

A teszt tíz táblából áll, melyeken tintafoltok láthatóak. Öt táblán fekete, két táblán fekete és piros foltok vannak, három tábla többszínű. A táblák az egész világra kiterjedően egységesek, így biztosítható a tesztek eredményeinek összehasonlíthatósága bármely, ugyanezt a vizsgálatot alkalmazó eljárás között.
A vizsgálatot pszichiáter vagy pszichológus végezheti, aki először elbeszélget a vizsgált személlyel, majd elmondja neki a vizsgálat lényegét, és hozzákezdenek a teszthez. A teszt felvevője arra kéri a vizsgált személyt, hogy vegyen kézbe egyenként minden táblát, nézze meg azokat, és mondja el, hogy miket lát a foltokban, azok egésze vagy egy-egy része mit juttat az eszébe. A pszichológus ezeket a válaszokat feljegyzi. Amikor minden tábla sorra került, újra átnézik azokat, és a vizsgált személy meg is mutatja, hogy melyik, általa megnevezett dolgot a tábla melyik foltjában látja. A vizsgálat átlagosan egy órát vesz igénybe.
A vizsgált személy jellegzetes aggodalma, hogy „rossz” választ ad. Ilyen nem létezik, minden válasz értékes és hasznosítható, nincsenek előre kiválasztott, jónak tekintett válaszok, nincs semmi közvetlen elvárás. Annak is elhanyagolható a valószínűsége, hogy a teszt alanya összeállítson egy általa valami okból mutatni kívánt, hamis személyiségképet egyértelműen azonosíthatóvá tevő válaszsorozatot. A teszt felvevője a válaszok különféle jellemzőit egy bonyolult, sok tapasztalatot kívánó módszerrel összegzi, és a beszélgetés során leszűrt megfigyelésekkel egyesítve készíti el írásos véleményét.  A teszt eredménye nem „ítélet”, hanem egy vázlatos személyiségrajz, amelynek az érvényességét és pontosságát a szakember más módszerekkel is ellenőrzi.
A teszt nem hasonlítható az „álomfejtés” néven ismert játékhoz — annál ez jóval több tényezőt vesz figyelembe, értékelésének technikáját pedig hosszú kutatómunka alapozta meg. A vizsgálatnak szerves része a pszichológus és a vizsgált személy közötti folyamatos kapcsolat, a beszéd, ezért a teszt automatizált, írásban vagy számítógéppel kitölthető változatainak a diagnosztikai értéke kétségbe vonható. Ugyanakkor a képek akár csak játékból történő, szükségtelen nézegetésének, elemezgetésének az a káros eredménye, hogy a képeken korábban felfedezett alakzatokra a vizsgálati személy a későbbiekben is emlékezni fog. A képekről megőrződő emlékek eltorzítják a páciens általában spontán módon ébredő asszociációit, és hiteltelenné, kevésbé használhatóvá teszik a teszt eredményét, ami félreértéseket indukálhat, hátráltatva a pszichológus diagnosztizáló munkáját. Ezért a pszichológusok nem javasolják a teszt egy éven belüli újrafelvételét.

## Értékelés
A kvantitatív értékelés során öt kategóriát vesznek figyelembe: lokalizáció (a válasz az egész foltra értendő, vagy annak csak egy részére vonatkozik), a determinánsok (a folt alakja, színe, árnyékolása vagy mintázata váltotta-e ki a választ), a tartalom (mit képvisel a válasz), a gyakoriság (mennyire gyakori vagy eredeti az adott válasz) és az ún. különleges reakciók (a vizsgálati személy speciális reakciói).
Ezt az értékelési rendszert Mérei Ferenc dolgozta ki és tette ismertté – más országok adataival egybevetve – külföldön is.
A másik az ún. Exner rendszerű értékelés, melyet elsősorban Amerikában használnak.

## Története

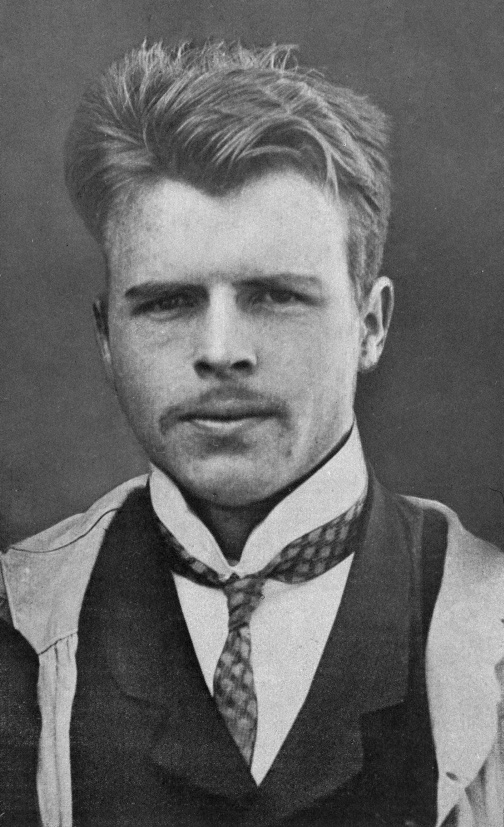
Hermann Rorschach a teszt névadója, akinek a középiskolai gúnyneve „Klex” (tintapaca) volt

A tesztet Hermann Rorschach svájci pszichiáter fejlesztette ki az 1920-as években. A később, 1974-ben bevezetett új rendszer megpróbálta az összes értékelési mód bevált részeit egyetlen átfogó keretbe foglalni. Magyarországi viszonylatban Mérei Ferenc kutatta és terjesztette ki a teszt értelmezési lehetőségeit, és módszertanilag jelentős elemeket vezetett be annak alkalmazásába. Napjainkban a teszt kiértékelésének számítógéppel történő támogatására is folynak kísérletek.

## Kiadói tájékoztató
A tesztről a Hogrefe AG által gyártott kártyák kizárólagos magyarországi forgalmazója (az OS Hungary) a következő leírást adta:
„A Rorschach-próba az egyik legszélesebb körben alkalmazott projektív mérőeszköz, amellyel mind az egészséges, mind a pszichés problémákkal küzdő egyének személyiségének struktúrája, pszichodinamikája – beleértve a kognitív és affektív jellemzőket, a konfliktusokat, valamint a megküzdést – kiválóan feltérképezhető. A folt-értelmező eljárás 10 táblára épül, amelyeken fekete-fehér vagy színes »tintafoltok« láthatók, a vizsgálati személy pedig elmondja, hogy mit lát a foltokban, mire emlékeztetik őt. A módszer előnye, hogy – más tesztektől eltérően – a teljesen egyéni, idioszinkratikus válaszokat is klinikailag értelmezhetővé teszi. Az eljárást elsődlegesen felnőttek vizsgálatára alakították ki, de számos nemzetközi vizsgálat megerősítette, hogy a módszer gyermek- és serdülőkorúak körében is jól használható.
A Rorschach Tintafolt Teszt módszerét és a vizsgálathoz szükséges táblákat Hermann Rorschach svájci pszichiáter dolgozta ki az 1920-as években. Az eredeti táblákat kizárólagosan a svájci Verlag Hans Huber kiadó állítja elő.
A módszer optimális működését az biztosítja legjobban, akkor kapunk autentikus válaszokat, ha a vizsgálati személy előzetesen nem találkozott a táblák tartalmával, tehát nem alakultak ki előzetes benyomásai, asszociációi a foltokról.
A tesztet csak az eljárásban képzett és rendkívül gyakorlott klinikus veheti fel, értékelheti ki és értelmezheti.”

## Hitelességi kételyek
Hunsley, Lee és Wood tanulmányában a teszt kutatásának áttekintése után ez a konklúzió olvasható: „Összességében a Rorschach-teszt kortárs kritikája alapján nincs elégséges tudományos bizonyíték, amely igazolná a teszt klinikai gyakorlatban való alkalmazásának folytatását.”
Szendi Gábor klinikai szakpszichológus egy cikkében ezt írja: „Az illuzórikus korreláció az a jelenség, hogy a teszteredményt mindig visszaigazolja az elfogult klinikus betegészlelése. Ahogy a jósnőnek is mindig igaza van. [...] A mai bírósági gyakorlat olyan bizonyítékot fogad el, amely tudománytalan, és még az sem ellenőrizhető, vajon a szakma szabályait betartották-e akár a felvétel, akár a kiértékelés során.”
A teszt eredménye a bírálók szerint nagyban függ a tesztet felvevő és kiértékelő pszichológustól, annak szakértelmétől. Az eredmény „a reflexió reflexiója”, így tehát az, hogy lehetőleg ne tükrözze egyben a pszichológus személyiségi jellemzőit is, az alapos képzés és a hosszú gyakorlat birtokában is nehezen érhető el.
A teszt hitelességével szemben kételyt támaszt, hogy több kiértékelési módszer is létezik hozzá. A teszt eredményeit ezen túl az is befolyásolja, hogy a páciensnek milyen ismeretei vannak a tesztről.

## A közzététel etikai aggályai
A tíz hivatalos tesztábra körvonalait először William Poundstone tette közzé 1983-as könyvében (Big Secrets), amiben a teszt menetét is leírta. Bár az International Society of the Rorschach and Projective Methods (ISR) és a svájci Hogrefe AG kiadó azt állította, hogy a képek szerzői jogvédelem alatt állnak, azonban 1992 óta Hermann Rorschach szülőföldjének, Svájcnak a szabályozása szerint is szabad felhasználásúak (mivel 70 év eltelt Rorschach halála óta). Az USA szerzői jogi szabályozása szerint a publikálás helye és ideje alapján (1923 előtti) szintén köztulajdonnak számítanak, és azokban az országokban is, ahol a szerzői jogok védelmében a szabad felhasználás tilalmát ugyancsak 70 évben maximálták (mint Magyarországon). Az elmúlt évtizedben a teszt széles körben hozzáférhetővé vált az interneten. 2009-ben az index.hu hírportál is megjelentette, melyet a magyar pszichológusok egy része a vizsgálandó páciensek számára károsnak tartott, és a hírportált a Magyar Pszichológiai Társaság Etikai Bizottságánál is bepanaszolták.
Az American Psychological Association (APA) etikai szabályai „azoknak az egyéneknek és csoportoknak a jóléte és védelme érdekében, akikkel a pszichológusok dolgoznak”, megköveteli, hogy a pszichológusok „megfelelő erőfeszítéseket tegyenek a tesztanyagok integritása és biztonsága védelmében”. A British Psychological Society hasonló aggályokat fogalmazott meg, és a „tesztanyagok képzetlen személyek számára való elérhetővé tételét” visszaélésnek tekinti, ami „a kliensek részére ártalmas lehet”. Az APA továbbá kijelenti, hogy a tesztanyagok terjesztése „határozottan ártalmas hatásnak teszi ki az embereket”, mivel „csak véges számú standardizált pszichológiai teszt létezik egy-egy adott célra” (például az öngyilkosságra való hajlam megállapítására). Az Ethics in psychology c. könyv leszögezi, hogy egyes vélemények szerint egy pszichológus számára „Rorschach tábláinak nyomtatása és terjesztése a gyakoribb válaszokkal súlyosan etikátlan tett”, és „megkérdőjelezi az illető szakmai ítélőképességét”.
Egyes állítások szerint a tesztábrák publikációja értelmetlenné tette a tesztet. Nem ismert, hogy a tintafoltok tanulmányozásával lehetséges-e a teszt eredményét úgy irányítani, hogy a pszichológus egyértelmű, ám téves diagnózist adjon.